# Sony α7 III
Sony α7 III (model ILCE-7M3) là một máy ảnh ống kính rời không gương lật (SLR) full-frame được Sony sản xuất. Nó được công bố  vào ngày 26 tháng 2 năm 2018 như là phiên bản tiếp theo của Sony α7 II và được bán chính thức vào ngày 10 tháng 4 năm 2018. Sony mô tả đây là "kiểu máy cơ bản". Chiếc máy ảnh này có chung nhiều tính năng với các mẫu Sony α7R III và α9 cao cấp khác của hãng Sony.

## Đặc trưng
Sony α7 III có một số cải tiến so với mẫu trước đó là α7 II và kết hợp một số tính năng từ α7R III và dòng máy ảnh α9 cao cấp.
- Cảm biến BSI CMOS 24 MP full-frame.
- 693 điểm lấy nét tự động AF với độ phủ 93%, kế thừa khả năng lấy nét tương tự α9.
- Chế độ lấy nét tự động vào mắt liên tục được gọi là Eye AF với khả năng chính xác cao.
- Chống rung quang học 5 trục với tốc độ cửa trập 5 bước.
- Chụp liên tục 10 khung hình / giây (cơ học hoặc im lặng)
- Chế độ quay video 4K (3840x2160)
- Video Full HD (1920x1080) ở 120 khung hình / giây
- Pin 'Z'-series (NP-FZ100) cao hơn α9 và α7R III được đánh giá chụp được 710 ảnh (đo CIPA) - là pin có thời lượng pin lâu nhất thế giới so với bất kỳ máy ảnh không gương lật nào.
- Khả năng hoạt động và chức năng được nâng cấp bao gồm việc bổ sung phím điều khiển để điều chỉnh điểm lấy nét, Khe cắm thẻ SD kép, Cổng USB Type-C SuperSpeed (USB 3.1 Thế hệ 1)
- Dải ISO từ 100 đến 51.200 (có thể mở rộng lên 204.800)
- Thân máy bằng hợp kim magnesi.
- Không có đèn flash tích hợp.
- Kính ngắm OLED 2,36 triệu điểm với độ phóng đại 0,78x

## Cải tiến so với Sony α7 II
Sony α7 III đã cải tiến ở một số khía cạnh so với người tiền nhiệm của nó, α7 II, được phát hành vào tháng 11 năm 2014 vào 4 năm trước đó.
- Chế độ video 4K và video full HD 120 khung hình / giây thay vì chế độ phim full HD (1920x1080) giới hạn của A7 II.
- Chụp liên tục tăng lên 10 khung hình / giây thay vì 5 khung hình / giây.
- Độ nhạy ISO tối đa 51.200 thay vì 25.600.
- Cảm biến được nâng cấp với 693 điểm lấy nét tự động. Lấy nét tự động.
- Hệ thống pin Z mới chụp được 710 ảnh thay vì 340.
- Khe cắm thẻ nhớ SD kép thay vì một khe cắm thẻ duy nhất.
- Bluetooth để tăng tùy chọn giao tiếp điện thoại.
- Màn hình cảm ứng có độ phân giải hiển thị 922.000 điểm thay vì 1,23 triệu.
- Bố cục màn hình mới hơn tương tự như A9 và A7R III trước đó bao gồm việc bổ sung một số phím điều khiển.

Thiết kế kiểu dáng bo tròn của máy ảnh và mức giá của nó được đánh giá cao. Các nhà phê bình đánh giá đây là một máy ảnh linh hoạt và cạnh tranh phù hợp với tất cả các loại nhiếp ảnh.